# Up on the Roof: Songs from the Brill Building
Up on the Roof: Songs from the Brill Building es un álbum de estudio del cantautor estadounidense Neil Diamond, publicado en 1993 por Columbia Records. Fue certificado como disco de oro por la RIAA.

## Lista de canciones
1. "You've Lost That Lovin' Feelin'" (dueto con Dolly Parton) – 4:31 (Phil Spector, Barry Mann, Cynthia Weil)
2. "Up on the Roof" – 3:29 (Gerry Goffin, Carole King)
3. "Love Potion Number Nine" – 3:05 (Jerry Leiber, Mike Stoller)
4. "Will You Love Me Tomorrow" – 3:29 (Gerry Goffin, Carole King)
5. "Don't Be Cruel" – 3:46 (Otis Blackwell)
6. "Do Wah Diddy Diddy" (dueto con Mary's Danish) – 2:55 (Jeff Barry, Ellie Greenwich)
7. "I (Who Have Nothing)" – 4:05 (Carlo Donida, Mogol, Jerry Leiber, Mike Stoller)
8. "Do You Know the Way to San José?" – 3:03 (Burt Bacharach, Hal David)
9. "Don't Make Me Over" – 3:37 (Burt Bacharach, Hal David)
10. "River Deep" – 3:58 (Phil Spector, Jeff Barry, Ellie Greenwich)
11. "A Groovy Kind of Love" – 2:52 (Toni Wine, Carole Bayer Sager)
12. "Spanish Harlem" – 3:43 (Jerry Leiber, Phil Spector)
13. "Sweets for My Sweet" – 2:53 (Doc Pomus, Mort Shuman)
14. "Happy Birthday Sweet Sixteen" – 3:39 (Neil Sedaka, Howard Greenfield)
15. "Ten Lonely Guys" – 4:16 (Bob Feldman, Jerry Goldstein, Richard Gottehrer, Stanley Kahan, Eddie Snyder, Neil Diamond)
16. "Save the Last Dance for Me" – 2:27 (Doc Pomus, Mort Shuman)